# Aharit Hayamim (banda)
Para o termo utilizado na escatologia judaica, ver Aharit hayamim.
Aharit Hayamim ("Fim dos Dias") é uma banda israelense de beat-reggae jam, formada em 2002.
A música da banda é descrita como uma "mistura de reggae, Carlebach, rock e diversos estilos musicais étnicos". Redenção e o messias são os temas centrais. A banda é influenciada pelo rabino hassídico Nachman de Breslau e gravou alguns de seus demos na cidade ucraniana de Uman, onde seu túmulo está localizado (o túmulo é local de peregrinação de Breslov Hasidim e outros). A maioria dos membros Aharit Hayamim cresceu no bloco de assentamentos de Gush Etzion, mas hoje estão em Jerusalém. Aharit Hayamim também organiza um festival anual com o mesmo nome, realizado perto do assentamento de Bat Ayin na Cisjordânia, que atrai um público religioso e secular variado de mais de 1000 pessoas. A banda lançou uma demo, em 2004, e um (auto-lançamento) álbum auto-intitulado, em 2006. Em 2008, eles colaboraram com a Dar Fur Stars, uma banda formada de refugiados de Darfur que vivem em Israel. Eles visitaram os EUA em 2009, estimulando a crítica de sua política por Daniel Sieradski e pela revista estudantil judaica New Voices, que o blogue Jewlicious então a respondeu.

## Membros
- Shmuel Caro - guitarra, vocal, nascido na Ilha da Reunião, perto de Madagascar.
- Moshe Caro - bateria, nascido em Reunion Island, perto de Madagascar.
- Yehuda Leuchter - teclados e vocais, cresceu em Gush Etzion.
- Rafael Barkatz - saxofone, clarinete, flauta e vocal, nascido na França.
- Avraham Shurin - baixo, vocal, nascido nos Estados Unidos, cresceu em Jerusalém.

Normalmente, outros músicos se juntam a eles no palco, mais notadamente, o rabino Shaul Judelman no saxofone e Rosenblum Eliahu na percussão.

## Discografia
- 2004 - CD demo
- Aharit Hayamim - 2006, auto-lançado
- Aharit Hayamim - Jerusalem 2008, Hed Artzi Records

## Festival Aharit Hayamim
Em todo verão,, desde 2004, a banda hospeda o festival Aharit Hayamim no antigo kibbutz Masu'ot Yitzhak, próximo a Bat Ayin, em Gush Etzion. Os avós de Yehuda Leuchter viviam lá em 1940. O festival começou como um memorial para o pai de Leuchter, Emil Leuchter, um baixista que tocou, na década de 1970, com o rabino Shlomo Carlebach, Disaspora Yeshiva Band e outros grupos locais. Desde então, tornou-se uma parada para estrelas da música pop de Israel como Shotei HaNevuah, Y-Love, Bar Shlomo, Ehud Banai, Kobi Oz e outros.